# Roger Hodge
Roger Hodge (1967, Pocatello, Texas, Estados Unidos), é editor da Harper's Magazine. Ele entrou para a Harper's como estagiário em 1996 e foi posteriormente contratado como checador. Nos oito anos seguintes, ele foi designado para vários cargos editoriais e, em 2004 foi nomeado Vice-Editor. Na primavera de 2006, ele substituiu Lewis Lapham como editor.
Em março de 2006, Hodge ficou na berlinda, sendo alvo de críticas e ataques da comunidade científica ao editar "Out Of Control: AIDS and the corruption of medical science," um artigo escrito pela controvertida "dissidente da SIDA" Celia Farber.